# Bucklin (Missouri)
Bucklin è un comune degli Stati Uniti d'America, situato nello Stato del Missouri, nella contea di Linn.